# Karel Černý (malíř)
Karel Černý (19. února 1910 Brno – 18. října 1960 Praha) byl český malíř, kreslíř, grafik a ilustrátor. Ve 40. letech 20. století byl oceňován Jindřichem Chalupeckým jako jeden z nejtalentovanějších malířů své generace.

## Život
Vyučil se mechanikem (1929), při zaměstnání navštěvoval kurs kreslení a malování na večerní dělnické škole. Od dětství velmi rád kreslil a maloval. Matka, kterou velmi miloval, měla pro tuto jeho zálibu pochopení a podporovala ji. Z vděčnosti často připojoval k signaturám svých děl písmeno Š, což je začátek jejího dívčího jména (Šíchová). Velmi toužil studovat na Akademii výtvarných umění. Proto prý postával před vchodem do školy se svými kresbami tak dlouho, až upoutaly pozornost Jakuba Obrovského, který Černého přijal hned do 2. ročníku. Na AVU studoval v letech 1933 až 1938, kdy absolvoval u J. Obrovského. Koncem 30. let se s ním spřátelil sběratel obrazů Jaroslav Borovička, který se stal i jeho mecenášem.
V začátcích tvorby byl Karel Černý ovlivněn především Preislerovou melancholií, objevuje se tu celoživotní pocit osobního osamění, mající kořeny v trvalém postižení páteře, které ovlivnilo jeho fyzický vzhled (byl hrbatý),i tvrdých životních zkušeností. Kreslil perem, tuší, uhlem i barevnými křídami, jeho osobitá barevnost odpovídá životnímu pocitu, převládá fialová, modrá, zelená, šedá, černá a hnědá. V obrazech je patrný i vliv expresionismu, jeho malba je silně pastózní (sám si míchal barvy z práškových pigmentů). Maloval zásadně podle modelu, krajiny podle kreseb a skic, pořízených na místě. K některým námětům se často vracel – přelidněné bary a zahradní restaurace, milenci, krajina jižních Čech, řeka s parníkem. V roce 1939 namaloval obraz Zmrtvýchvstání pro kapli v obci Koryta (okres Mnichovo Hradiště). Obrazy z období 2. světové války a nacistické okupace odrážejí tísnivou atmosféru doby (Naříkající ženy, Oplakávání).
1946 – 49 jezdil každý rok do Francie, okouzlila ho nejen Paříž, ale i francouzská krajina a především moře. Barvy jeho obrazů se projasnily, objevují se nové náměty. Po návratu maloval zátiší, poučená kubismem, a noční krajiny, zachycující opět pocity osamění. Znovu se do Francie podíval až v roce 1957. Roku 1940 vstoupil do SVU Mánes, nebyl však členem žádné moderní umělecké skupiny, což vyplývalo z jeho povahy a také z charakteru práce; jeho umění bylo zcela osobité a těžko zařaditelné do dobových tendencí a proudů. Měl 28 samostatných výstav. První skupinové výstavy se zúčastnil v Paříži v roce 1946 v galerii La Böethie, od té doby byl svými díly zastoupen na všech významných výstavách doma (SVU Mánes, přehlídky čs. výtvarného umění) i v zahraničí – v Sao Paolu (1957), Bienale v Benátkách (1958), Expo 58 v Bruselu(1958), Helsinkách (1959), Bukurešti a Budapešti (1962), Moskvě (1966), Berlíně (1969) a Düsseldorfu (1990). Jeho obrazy jsou v Národní galerii v Praze, Moravské galerii v Brně a ve většině oblastních i krajských galerií. Karel Černý byl velmi osamělý, skromný člověk. Zemřel náhle na zápal plic. Byl zpopelněn a pohřben na Vinohradském hřbitově.
Významným sběratelem díla Karla Černého byl již od přelomu 30.-40. let inženýr A. Gogal z Prahy, z jehož sbírky koupily obrazy v 60. letech oblastní galerie v Pardubicích a Liberci. Jeho obrazy na prestižních aukcích dosahují ceny i několik milionů korun.

## Samostatné výstavy
- výběr
- 1942, 1944, 1946 Mánes Praha
- 1957 Galerie Čs. spisovatele Praha
- 1961 Národní galerie Praha
- 1963 Oblastní galerie Liberec
- 1965 Galerie bratří Čapků Praha
- 1971 Galerie V. Špály Praha
- 1980 Dům umění města Brna
- 1986 Staroměstská radnice Praha
- 1990 Orlická galerie Rychnov nad Kněžnou
- 2011 Galerie moderního umění Hradec Králové
- 2014 Galerie výtvarného umění Cheb

## Ilustrace
- 1957 Devět novel, Čs. spisovatel Praha
- 1971 Géza Včelička: Kavárna na hlavní třídě, Čs. spisovatel Praha